# Атрать (посёлок)
Атра́ть (чув. Атрать) — посёлок Алатырского района Чувашской Республики. Относится к Атратскому сельскому поселению.

## Географическое положение
Посёлок расположен в 24 км к северу от районного центра, Алатыря. В посёлке находится железнодорожный разъезд Атрат. Деревня расположена на правобережье реки Атратка. Административный центр поселения, село Атрать, примыкает к посёлку с запада, застройка одноимённых села и посёлка практически не разделена. В 3 км к западу от посёлка проходит автодорога республиканского значения «Аниш».

## История
Посёлок основан в 1894 году при строительстве Московско-Казанской железной дороги как посёлок при разъезде. Получил название по разъезду (первоначально — 17-й разъезд), а тот, в свою очередь, по близлежащему селу Атрать. Русско-мордовское население посёлка было занято лесозаготовкой и деревообработкой, а также работало на железной дороге. В 1923 году была построена грузовая железнодорожная дорога Атрать — Сиява, по которой на разъезд вывозилась древесина (до нашего времени эта железная дорога не сохранилась, по её трассе проложена автодорога). После этого население начало быстро расти. В 1929 году создан колхоз «Юность». Территория посёлка при разъезде несколько раз расширялась за счёт земель лесного фонда. С 1958 года разъезд Атрать стал называться посёлком. В посёлке размещалась контора Люльского лесничества, лесной фонд которого в 1995 году был передан во вновь организованный Государственный природный заповедник «Присурский», контора которого также разместилась в посёлке.

### Административная принадлежность
До 1924 года разъезд относился к Кладбищенской волости Алатырского уезда Симбирской губернии. С 1924 года отнесён к Алатырской волости Алатырского уезда. С 1927 года входит в Атратский сельсовет Алатырского района. Атратский сельсовет в 2004 году был преобразован в Атратское сельское поселение.

## Население
| 2010 | 2012 |
| ---- | ---- |
| 917  | ↘800 |

Число дворов и жителей:
- 1913 год — 1 двор, 12 мужчин, 6 женщин.
- 1926 год — 13 дворов, 29 мужчин, 20 женщин.
- 1939 год — 31 мужчин, 33 женщины.
- 1979 год — 446 мужчин, 603 женщины.
- 2002 год — 356 дворов, 992 человек: 491 мужчина, 501 женщина.
- 2010 год — 230 частных домохозяйств, 917 человек: 479 мужчин, 438 женщин[2].

## Современное состояние
В посёлке действуют Атратский психоневрологический интернат, Атратское лесничество, контора Государственного природного заповедника «Присурский», клуб, железнодорожный разъезд с вокзалом.

## Галерея

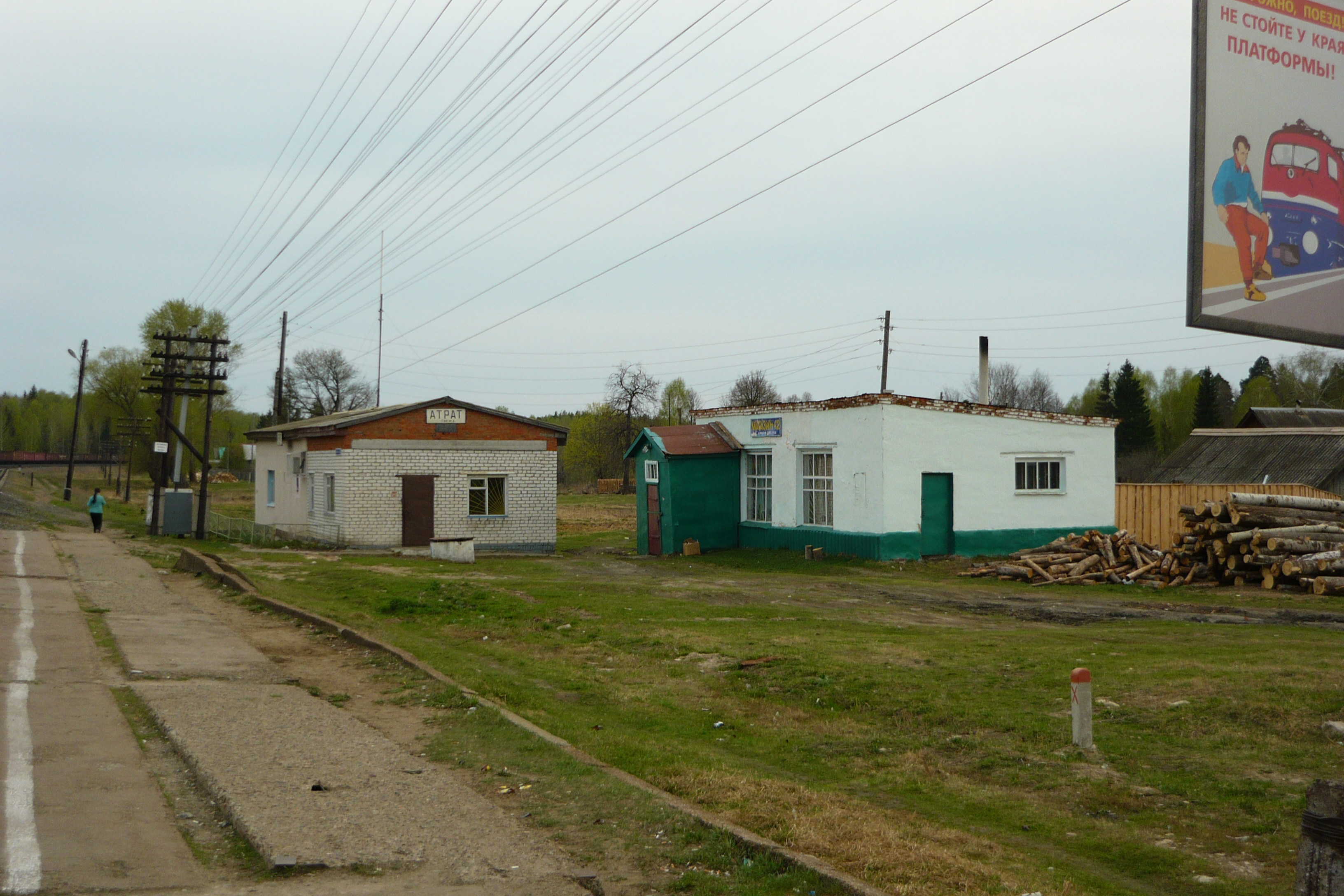
Железнодорожный разъезд Атрат
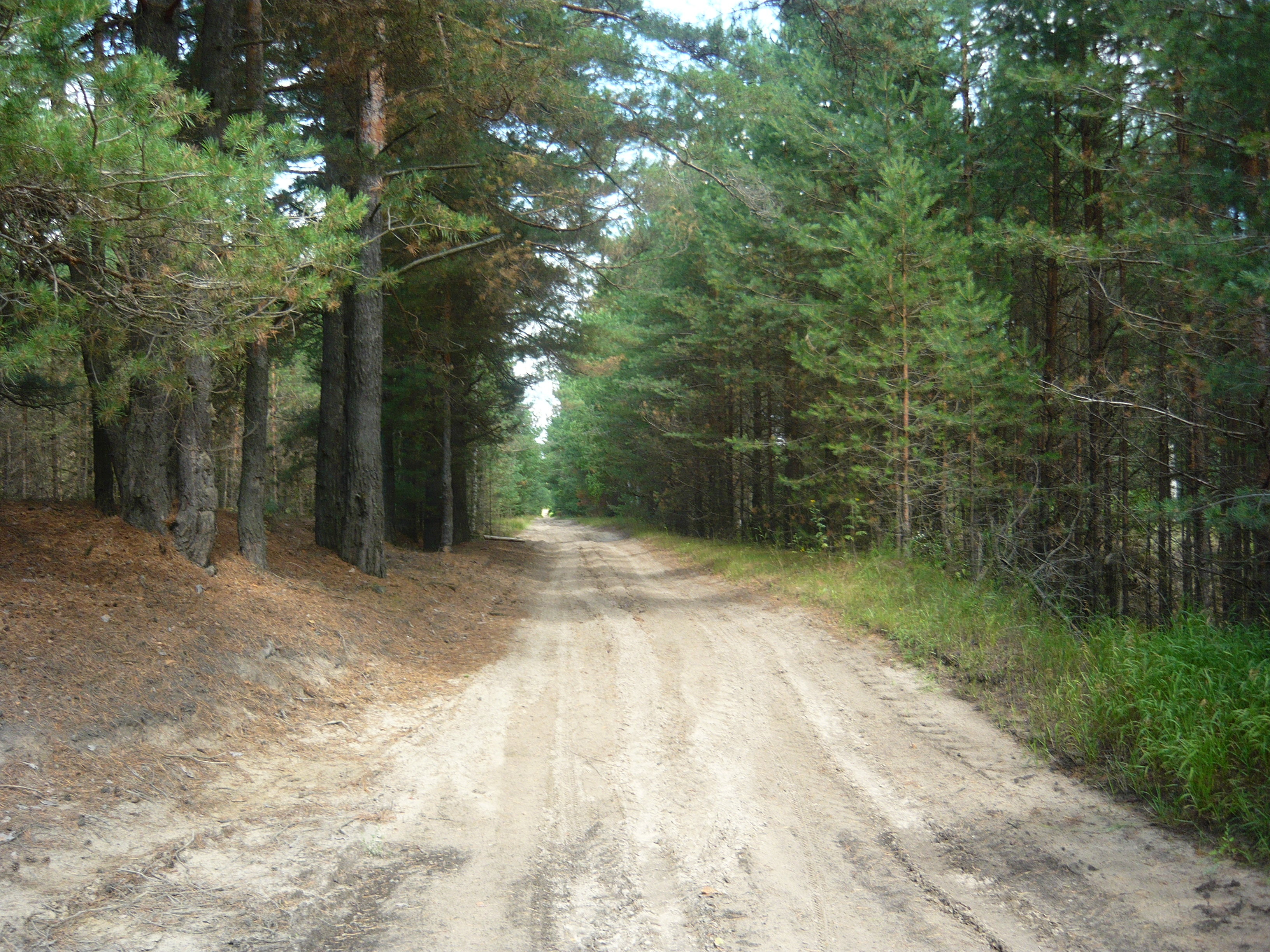
Бывшая железнодорожная ветка Атрать — Сиява